# ثقافة اللياقة البدنية
ثقافة اللياقة البدنية هي ظاهرة اجتماعية وثقافية تحيط بالتمارين واللياقة البدنية. عادة ما ترتبط بثقافة الصالة الرياضية، إذ إن ممارسة التمارين البدنية في مواقع مثل الصالات الرياضية والمراكز الصحية والنوادي الصحية هو نشاط شائع. وجدت دراسة استقصائية دولية أن أكثر من 27٪ من إجمالي السكان البالغين في العالم يحضرون مراكز اللياقة البدنية، وأن 61٪ من المتمرنين المنتظمين يقومون حاليًا بأنشطة من نوع الصالة الرياضية. ثبت أن الحصول على اللياقة البدنية والحفاظ عليها يفيد صحة الأفراد الداخلية والخارجية. رُوج لثقافة اللياقة البدنية بشكل كبير من خلال التكنولوجيا الحديثة ومن خلال زيادة شعبية منصات وسائل التواصل الاجتماعي.

## التطور

### القرن التاسع عشر
منذ نحو عام 1800، جرى تطوير الجمباز في الدول الغربية لغرض تعزيز الجسم من أجل الحفاظ على الأخلاق العامة وصياغة مواطنين أفضل. كان بهرهيريك لينك رائدًا في تدريس التربية البدنية في السويد، وسعى لإصلاح وتحسين الجمباز لدى الإغريق القدماء.  في عام 1850، أبلغ المجلس الطبي الأعلى لروسيا الإمبراطور عن نظام لينج، بأنه من خلال تحسين اللياقة العامة للفرد، يصبح الرياضي متفوقًا على أولئك الذين ركزوا فقط على مجموعة فرعية من العضلات أو الأفعال.  في منتصف القرن التاسع عشر، شهد العالم صعودًا للثقافة البدنية، وهي حركة أكدت على أهمية ممارسة الرياضة البدنية للرجال والنساء والأطفال على حد سواء.  حتى أن الطبيب دقلديانوس لويس دافع عن ممارسة الرجال والنساء معًا في صالة الألعاب الرياضية.  في عام 1896، كان الجمباز للرجال على جدول الألعاب الأولمبية الحديثة الأولى.  بدأت مسابقة الجمباز الأولمبية للسيدات في عام 1924.

### الحرب العالمية الثانية
قبل وفي أثناء الحرب العالمية الثانية، استخدمت الأنظمة الشمولية الجمباز كوسيلة لتعزيز إيديولوجياتها. كانت اللياقة البدنية في صميم الفلسفة النازية، وقد مولت الحكومة الألمانية بناء المرافق الرياضية والعافية. في عام 1922، أسس الحزب النازي شباب هتلر، حيث شارك الأطفال والمراهقون في الأنشطة البدنية لتطوير كل من لياقتهم البدنية والعقلية. خدمت الصور الرياضية النازية الغرض من الترويج لفكرة التفوق العنصري "الآري"، وفي عام 1933، وُضعت سياسة "الآريين فقط" في جميع المنظمات الرياضية الألمانية.
في الاتحاد السوفيتي، أنشأت رابطة الشباب الشيوعي اللينيني "الاستعداد للعمل والدفاع في الاتحاد السوفياتي" في عام 1931، والذي كان برنامجًا للياقة البدنية جرى تصميمه لتحسين الصحة العامة وإعداد السكان للعمل عالي الإنتاجية والدفاع عن "الوطن الأم".

### الحرب الباردة
خلال الحرب الباردة، ظهر التركيز على اللياقة البدنية في كل من الولايات المتحدة والاتحاد السوفيتي. حذر السناتور هوبير همفري بشدة من أن الهيمنة الشيوعية تأتي من برامج اللياقة والرياضة المتفوقة. عكست ملاحظاته تنامي البارانويا الأمريكية للشيوعية. رداً على ذلك، بدأ قادة الجيش والحكومة المدنية والقطاع الخاص في صياغة "عبادة وطقوس الصلابة".  أصدر الرئيس جون كينيدي دعوة إلى الأمة حث فيها الأمريكيين على إعطاء الأولوية للياقتهم البدنية في جميع أنحاء البلاد.  وُصفت اللياقة البدنية بوضوح على أنها "مسألة تحقيق أفضل حالة من الرفاهية" التي تتطلب تمرينًا من الصغار والكبار على حدٍ سواء.  فتح هذا التركيز على اللياقة البدنية أيضًا الأبواب للرياضيات في كل من الولايات المتحدة والاتحاد السوفيتي ليصبحن أكثر بروزًا كمتنافسات في الألعاب الأولمبية.

## التأثير

### المدربين الشخصيين
مؤسسات اللياقة البدنية هي الأماكن التي يمكن للناس فيها تنمية احتياجاتهم الفردية من حيث الحفاظ على لياقتهم البدنية والاستمتاع مع الآخرين. جرى تطويرها كبيئة تجارية منذ الثمانينيات. يمكن تفسير المفهوم الذي يتجاوز هذا الجانب التجاري بفكرة الاستفادة المثلى من الوقت لأن الناس يجب أن يدفعوا مقابل عضويتهم من أجل الانضمام إلى مؤسسة للياقة البدنية.  وبالتالي، فهم يعدون عملاء. تحاول مؤسسات اللياقة البدنية استكشاف السوق من خلال تقديم خدمات إضافية مثل المدربين الشخصيين والمدربين والخبراء. 
يعمل المدربون الشخصيون أدوارًا تمثيلية تمثل نادي اللياقة البدنية. إنه نوع من التمثيل للعملاء من حيث الرضا والولاء لمؤسسة اللياقة البدنية هذه. يعمل المدربون أيضًا كوسطاء أو وكلاء لإنشاء رابط بين أنشطة عملائهم وشراء السلع والخدمات الإضافية التي يحتاجها عملاؤهم لأنشطة معينة مثل الأحذية للتدريب أو الملابس أو المعدات المنزلية.  المدربون هم أيضًا محفزون للسلع والخدمات. يُطلب منهم امتلاك المهارات التقنية من أجل تقديم خدمات اللياقة المهنية لعملائهم، يحتاجون أيضًا إلى مهارات اتصال جيدة تهدف إلى إقناع عملائهم ببذل المزيد في مؤسسة اللياقة البدنية، وهذا بدوره يعني شراء المزيد من السلع والخدمات.
أخيرًا، يعمل المدربون الشخصيون أيضًا كرجال أعمال: إنشاء شبكة كبيرة من العملاء للسلع والخدمات المختلفة من أجل تحقيق الأرباح. من وجهة النظر هذه، فإن المدربين الشخصيين هم وسطاء بين العملاء ومؤسسة اللياقة البدنية، ويلعبون دورًا حاسمًا في تسويق ثقافة اللياقة البدنية.
يمكن تفسير شعبية المدربين الشخصيين من خلال تحليل السلوك المحكوم بالقواعد من حيث التفكير التطوري. من هذا المنظور، يعمل المدربون الشخصيون كمتحدثين لإعطاء القواعد، بينما يعد المتدربون مستمعين لاتباع القواعد. يبدأ الكثير من السلوك البشري من السلوك المحكوم بالقواعد ويتحول إلى التحكم طويل المدى. يعتمد استمرار المتدربين في التدريب على التعزيز من خلال اتباع قاعدة المدربين الشخصيين، لأن اللياقة البدنية والرفاهية الجسدية هي حالة طارئة طويلة الأجل لأنشطة اللياقة البدنية.
كشف دور المدربين الشخصيين عن ظاهرة يمكن تفسيرها من منظور علم الاجتماع الذاتي وهذا يعني "نقل مسؤوليتنا إلى الآخرين".  الحفاظ على الصحة والعافية هي مسؤولية الناس، لكن الناس يستعينون بمدربين شخصيين ليكونوا مسؤولين عن ذلك. كما أنه وثيق الصلة بمنظور "العمل الجسدي". في علم اجتماع الجسد، يقوم الناس بتعهيد أجسادهم إلى العمال بأجر من أجل الحفاظ على صحتهم والوقاية من المرض.